# 쿠라레

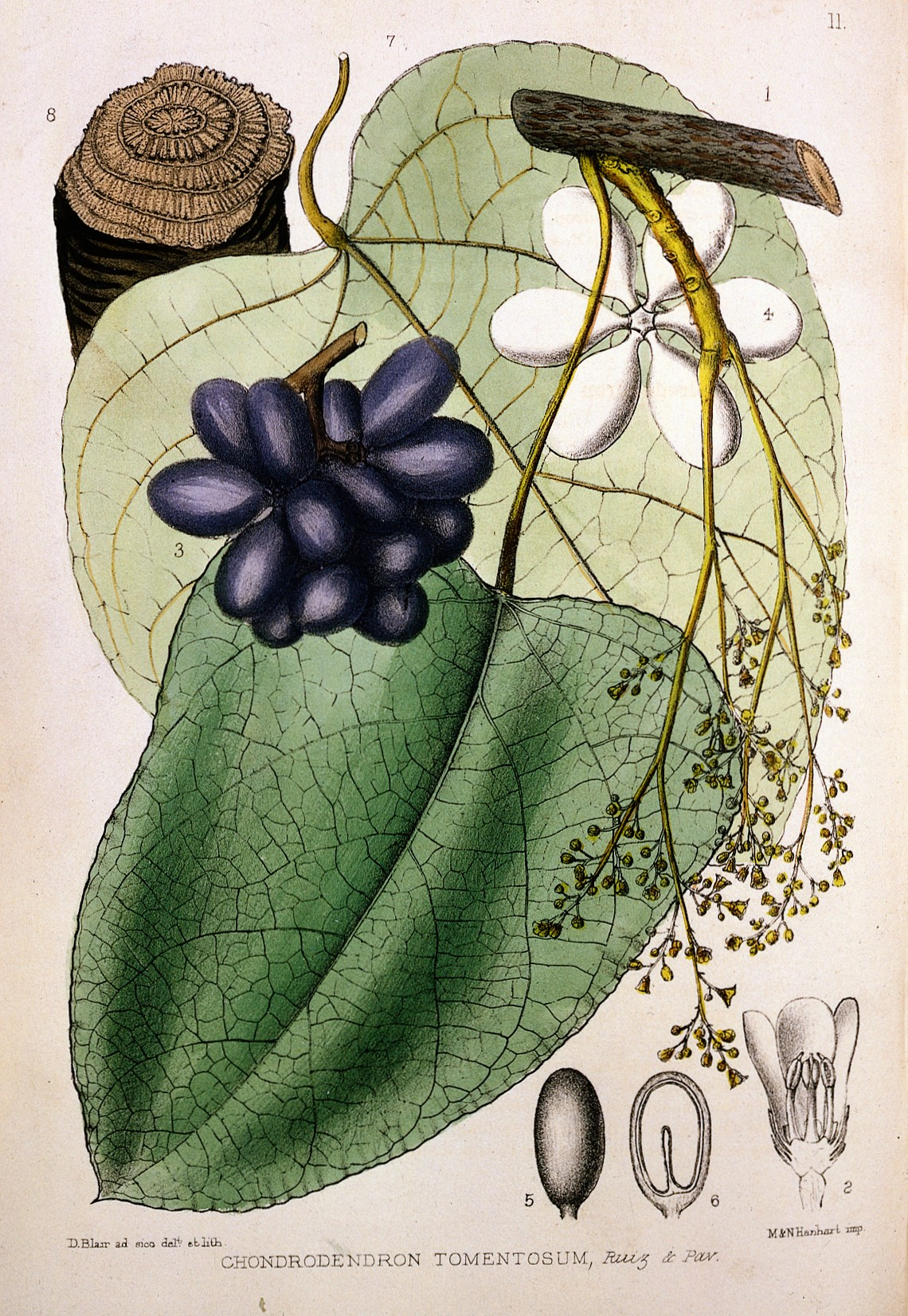
'튜브 쿠라레'의 주요 공급원이자 약용 쿠라레를 구성하는 알칼로이드인 D-투보쿠라린 (DTC)의 주요 공급원인 콘드로덴드론 토멘토숨 (Chondrodendron tomentosum)

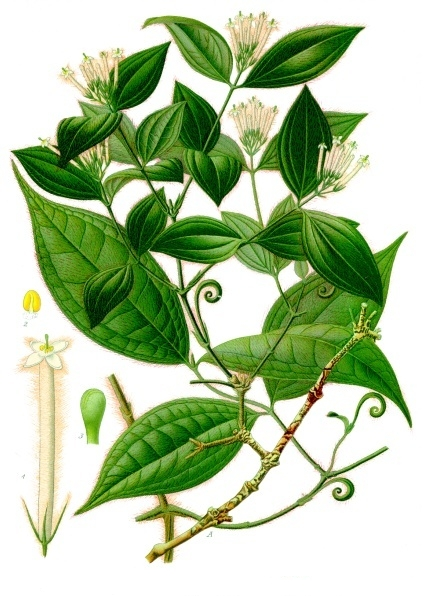
'칼라바시 쿠라레'의 주요 공급원이자 주요 활성 성분인 알칼로이드 톡시페린의 스트리크노스 (Strychnos) 종인 스트리크노스 톡시페라 (Strychnos toxifera)

쿠라레는 식물 추출물에서 유래한 다양한 알칼로이드 신경독의 총칭이다. 중앙아메리카와 남아메리카의 원주민들이 사냥 및 치료 목적으로 마비제로 사용한 쿠라레는 상처를 오염시키거나 혈류에 직접 투입될 때만 활성화되며, 경구 섭취 시에는 활성화되지 않는다.
쿠라레는 수십 가지 식물 공급원 중 하나인 나무껍질을 끓여 만들며, 남은 어둡고 무거운 반죽은 화살이나 독침 끝에 바를 수 있다.
이 독극물은 골격근의 약화를 유발하며, 충분한 양을 투여하면 가로막의 마비로 인해 결국 질식으로 사망에 이르게 한다. 의학에서는 파상풍 및 스트리크닌 중독 치료와 수술 시 마비제로 사용되어 왔다.

## 역사
'쿠라레'라는 단어는 가이아나의 마쿠시어인 카리브어의 wurari에서 유래했다. 이는 과학적으로 스트리크노스 톡시페라로 알려진 마와 덩굴을 의미하는 카리브어 구절 "mawa cure"에서 비롯되었다. 쿠라레는 원주민들 사이에서 암피, 워라리, 워라라, 워랄리, 워랄리, 워울리아, 아우레, 아우라리, 우라레, 우라리, 우이라리 등으로도 알려져 있다. 명사 '쿠라레'는 라틴어 동사 'curare'('치유하다, 치료하다, 돌보다')와 혼동해서는 안 된다.

### 분류
1895년, 약리학자 루돌프 뵘은 독극물 제조에 사용되는 용기를 기준으로 다양한 알칼로이드 독극물을 분류하려고 했다. 그는 쿠라레를 아래와 같이 세 가지 주요 유형으로 분류할 수 있다고 믿었다. 그러나 이는 빠르게 시대에 뒤떨어졌다. 식물 채집가 리처드 길은 원주민들이 쿠라레 제조에 다양한 용기를 사용하기 시작하여 뵘의 분류 기준을 무효화시켰다는 사실을 발견했다.
- 튜브 또는 대나무 쿠라레: 주로 D-투보쿠라린 독소로 구성되며, 이 독은 속이 빈 대나무 튜브에 포장되어 있다. 튜브 쿠라레는 콘드로덴드론 및 방기과의 다른 속에서 유래한다. 반수 치사량 값에 따르면 튜브 쿠라레가 가장 독성이 강한 것으로 생각된다.
- 팟 쿠라레: 주로 방기과와 마전과/스트리크나세아(Strychnaceae)의 알칼로이드 성분인 프로토쿠라린(활성 성분), 프로토쿠린(약한 독성), 프로토쿠리딘(비독성)으로 구성된다. 이 아형은 원래 테라코타 팟에 포장되어 있었다.
- 칼라바시 또는 표주박 쿠라레: 주로 C 톡시페린 I으로 구성되며, 마전과/스트리크나세아(Strychnaceae)에서만 유래하는 이 독은 원래 속이 빈 표주박에 포장되어 있었다.

Manske는 또한 그의 1955년 저서 'The Alkaloids'에서 다음과 같이 언급했다.
초기 [1900년 이전] 연구 결과는 관련된 알칼로이드 혼합물의 복잡성과 다양성 때문에 매우 부정확했다. [...] 이들은 불순하고 비결정질 알칼로이드였다. [...] 거의 모든 쿠라레 제제는 복합 혼합물이었고, 많은 생리적 작용은 의심할 여지 없이 불순물, 특히 다른 알칼로이드에 기인한 것이었다. 쿠라레 제제는 이제 두 가지 주요 유형으로 간주된다. 즉, 콘드로덴드론 또는 방기과(Menispermaceae)의 다른 구성원으로부터 얻은 것과 마전과(Loganiaceae)[현재 Strychnaceae]의 스트리크노스(Strychnos) 속으로부터 얻은 것이다. 일부 제제는 둘 다에서 얻은 알칼로이드를 포함할 수 있으며 [...] 대다수는 다른 보조 성분을 포함한다.

### 사냥 용도
쿠라레는 많은 남아메리카 원주민들이 마비 독으로 사용했다. 전쟁에 사용하기에는 너무 비쌌기 때문에 쿠라레는 주로 사냥에 사용되었다. 사냥감은 쿠라레가 묻은 화살이나 바람총 다트에 맞아 희생자의 호흡근이 수축할 수 없게 되어 질식사했다. 특히 카리브 제도의 소앤틸리스 제도 원주민인 카리브족은 화살촉에 이 독을 사용했다. 또한 콜롬비아와 페루 북동부의 원주민인 야과족은 보통 바람총을 통해 30~40 보폭 떨어진 먹이를 겨냥하는 데 이 독을 사용했다.
먹이를 마비시키는 수단으로 원주민들 사이에서 인기가 많았기 때문에, 특정 부족들은 쿠라레 생산으로 독점을 만들었다. 따라서 쿠라레는 원주민들 사이에서 부의 상징이 되었다.

1596년, 월터 롤리 경은 그의 책 기아나의 크고 풍요롭고 아름다운 제국 발견 (이는 그의 트리니다드섬과 가이아나 지역 여행과 관련이 있다)에서 독화살을 언급했지만, 그가 묘사한 독은 쿠라레가 아닐 가능성이 있다. 1780년, 아베 펠릭스 폰타나는 그것이 신경이나 심장이 아닌 수의근에 작용한다는 것을 발견했다. 1832년, 알렉산더 폰 훔볼트는 오리노코강 원주민들이 식물에서 독을 준비하는 방법에 대한 첫 서구적 설명을 제공했다.

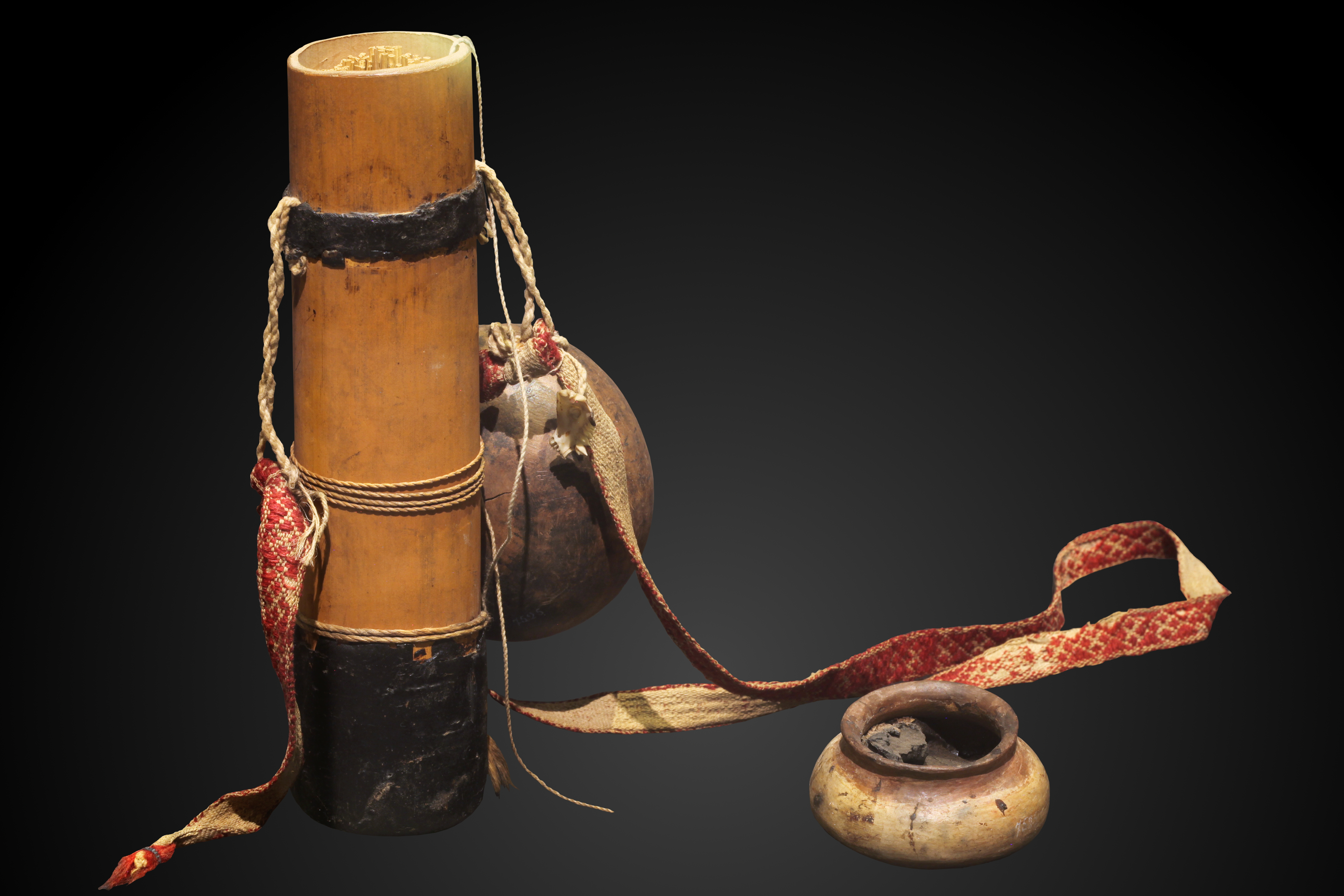
아마존 우림의 쿠라레 독침과 화살통

1811년에서 1812년 사이에 벤저민 콜린스 브로디 경은 쿠라레(워라라)를 가지고 실험했다. 그는 쿠라레가 동물을 죽이지 않으며, 인공적으로 동물의 호흡을 유지하면 완전히 회복된다는 것을 처음으로 보여주었다. 1825년, 찰스 워터턴은 쿠라레를 투여한 암컷 당나귀를 기관절개술을 통해 풀무로 인공호흡을 시켜 살려낸 고전적인 실험을 설명했다. 워터턴은 또한 쿠라레를 유럽에 들여온 공로를 인정받고 있다. 식물학자 로버트 헤르만 솜버그크는 이 덩굴을 스트리크노스 속의 하나로 식별하고 현재 받아들여지는 이름인 스트리크노스 톡시페라(Strychnos toxifera)를 부여했다.

### 의학적 용도
조지 할리 (1829–1896)는 1850년에 쿠라레(우랄리)가 파상풍과 스트리크닌 중독 치료에 효과적임을 보여주었다. 1857년, 클로드 베르나르 (1813–1878)는 쿠라레의 작용 메커니즘이 운동 신경세포에서 골격근으로의 활동전위 전달을 방해하는 결과이며, 이러한 방해가 신경근 접합부에서 발생한다는 것을 입증한 실험 결과를 발표했다. 1887년부터 버로우스 웰컴(Burroughs Wellcome) 카탈로그는 '타블로이드(Tabloids)' 브랜드 이름으로 피하 주사 용액 준비에 사용되는 쿠라레 1⁄12 그레인 (5.4 mg) 정제(가격: 8 실링)를 등재했다. 1914년, 헨리 핼릿 데일 (1875–1968)은 아세틸콜린의 생리적 작용을 설명했다. 25년 후, 그는 아세틸콜린이 신경근 전달을 담당하며, 이는 쿠라레에 의해 차단될 수 있음을 보여주었다.

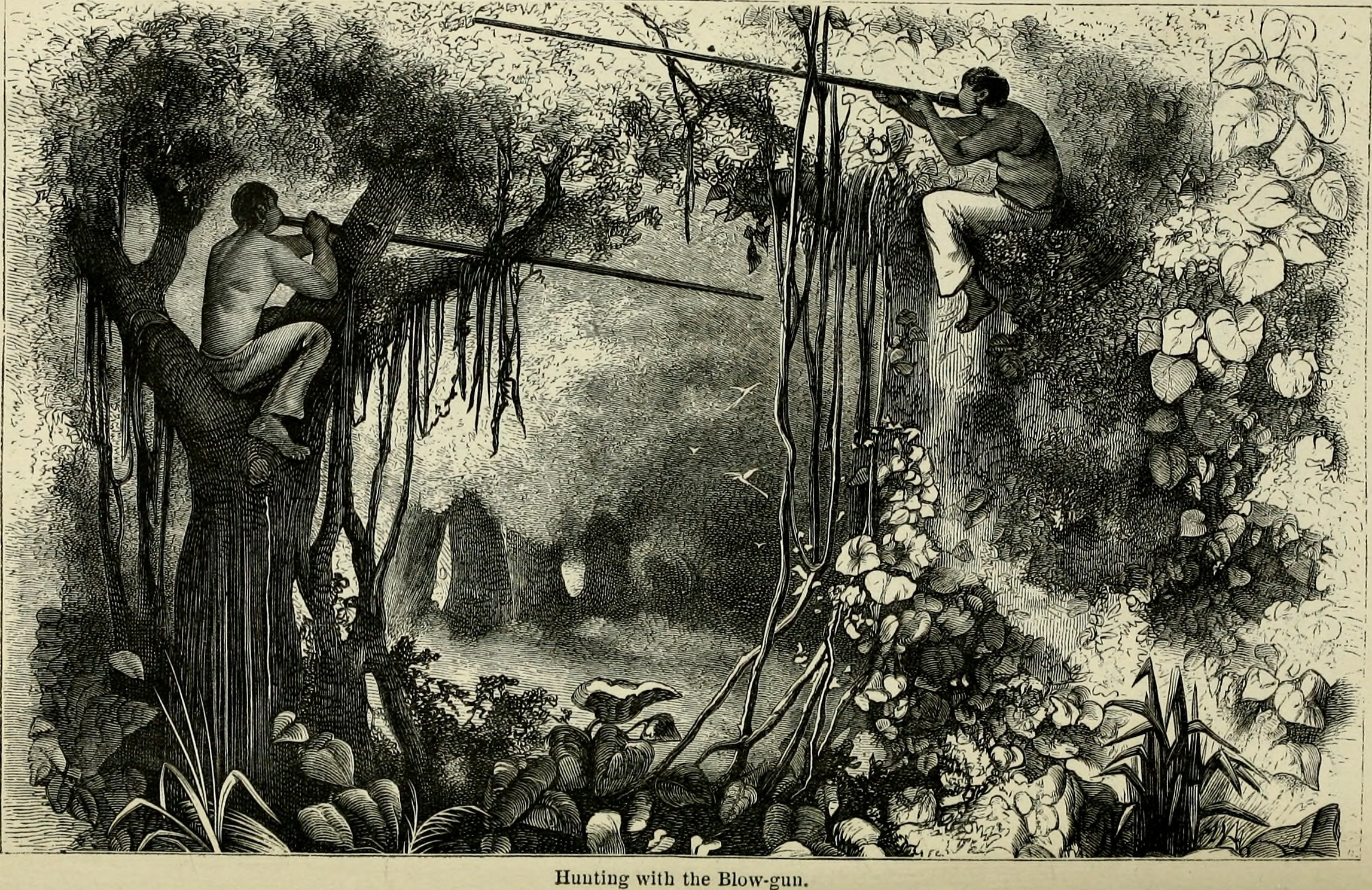
19세기 아마존 우림에서 바람총으로 사냥하는 모습

가장 잘 알려져 있고 역사적으로 가장 중요한 독소(의학적 적용 때문에)는 d-투보쿠라린이다. 이 독소는 1935년 런던의 해롤드 킹이 헨리 데일 경의 연구실에서 박물관에 있던 쿠라레 원시 약물에서 분리했다. 킹은 또한 그 화학 구조를 확립했다. 뉴욕시에서 훈련하고 전문화한 베네수엘라의 마취통증의학과 의사 파스칼 스캔논(Pascual Scannone)은 수술 중 환자를 위한 마비제로 쿠라레의 가능성에 대해 광범위한 연구를 수행했다. 1942년, 그는 베네수엘라 카라카스의 엘 알도고날 병원에서 근육 마비를 위해 쿠라레를 투여받은 환자의 기관 삽관을 성공적으로 수행하여 라틴 아메리카에서 처음으로 의학 시술 중 쿠라레를 사용한 사람이 되었다.
1942년에 도입된 이후, 쿠라레/쿠라레 유도체는 의료 및 외과 시술 중 널리 사용되는 마비제가 되었다. 의학에서는 쿠라레가 유사한 약력학적 프로필을 가지면서도 부작용이 적은 판쿠로늄과 같은 여러 쿠라레 유사 제제로 대체되었다.

## 화학 구조
쿠라레의 다양한 성분은 아이소퀴놀린 또는 인돌 알칼로이드로 분류되는 유기 화합물이다. 투보쿠라린은 남아메리카 독침 독의 주요 활성 성분 중 하나이다. 알칼로이드로서 투보쿠라린은 질소 함유 염기로 구성된 자연 발생 화합물이지만, 알칼로이드의 화학 구조는 매우 다양하다.

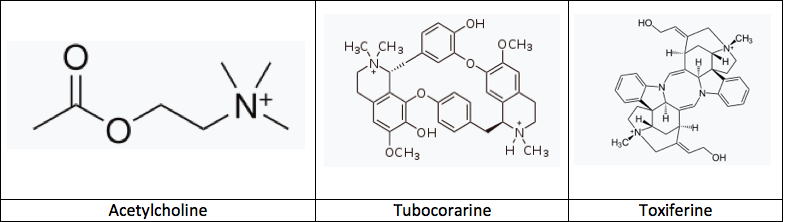
세 화합물 사이의 유사한 작용기가 쿠라레가 아세틸콜린 수용체에 결합할 수 있게 한다.

투보쿠라린과 C 톡시페린은 4차 암모늄 이온을 가진 고리형 시스템으로 구성되어 있다. 반면에 아세틸콜린은 고리형 시스템을 포함하지 않지만, 4차 암모늄 이온을 포함한다. 이러한 공통된 작용기 때문에 쿠라레 알칼로이드는 신경근 접합부에서 아세틸콜린(ACh) 수용체의 활성 부위에 쉽게 결합하여 운동 신경에서 골격근으로 신경 자극이 전달되는 것을 차단하여 신체 근육을 효과적으로 마비시킨다.

## 약리학적 특성

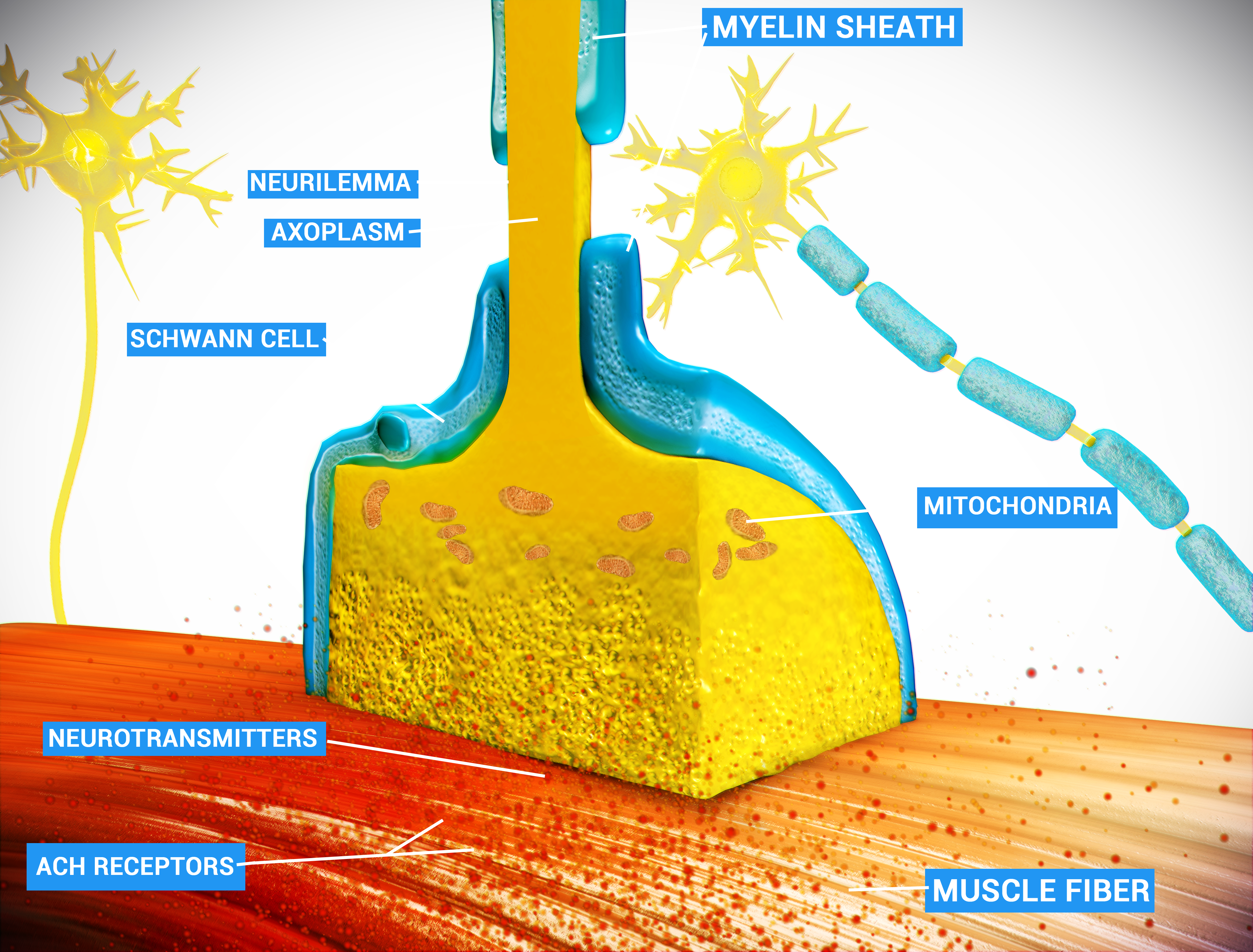
신경근 접합부. 쿠라레는 ACh 수용체(왼쪽 아래)를 차단한다.

쿠라레는 니코틴성 아세틸콜린 수용체(nAChR)를 차단하는 비탈분극성 근이완제의 한 예로, 신경근 접합부에 있는 두 가지 아세틸콜린 수용체 유형 중 하나이다. 쿠라레의 주요 독소인 d-투보쿠라린은 ACh와 같거나 더 높은 친화력으로 수용체의 동일한 위치를 차지하며 아무런 반응도 유발하지 않아 경쟁적 길항제가 된다. 쿠라레 중독의 해독제는 아세틸콜린에스터레이스 억제제인 (항콜린에스테라제) 피조스티그민 또는 네오스티그민이다. ACh 분해를 차단함으로써 AChE 억제제는 신경근 접합부의 ACh 양을 증가시킨다. 축적된 ACh는 독소에 의해 차단되지 않은 수용체를 더 높은 속도로 활성화함으로써 쿠라레의 효과를 교정할 것이다.
발병 시간은 1분 이내(정맥 주사로 투보쿠라린을 투여하여 더 큰 정맥에 침투하는 경우)에서 15분에서 25분 사이(근육 조직에 물질을 투여하는 근육 주사의 경우)로 다양하다.
경구 섭취 시 무해하다. 왜냐하면 쿠라레 화합물은 너무 크고 전하를 띠고 있어 소화관 내벽을 통과하여 혈액으로 흡수될 수 없기 때문이다. 이러한 이유로 사람들은 쿠라레 독이 묻은 먹이를 안전하게 먹을 수 있으며, 맛에도 영향을 미치지 않는다.

### 마취
마취 중 쿠라레를 사용하려는 개별적인 시도는 1912년 라이프치히의 아서 라웬(Arthur Lawen)으로 거슬러 올라가지만, 쿠라레는 정신건강의학 (틀:전기 경련 요법)을 통해 마취에 도입되었다. 1939년 아브람 엘팅 베넷은 메트라졸 유도 경련 요법을 수정하는 데 이를 사용했다. 현대 마취에서 근이완제는 최적의 수술 조건을 제공하고 기관 삽관을 용이하게 하는 등 여러 가지 이유로 사용된다. 근이완제 사용 이전에는 마취통증의학과 의사들이 이러한 목적을 달성하기 위해 에터, 클로로포름 또는 사이클로프로페인과 같은 더 많은 양의 마취제를 사용해야 했다. 이러한 심층 마취는 노인 환자나 심장 질환 환자에게 사망 위험을 초래할 수 있었다.
아마존의 쿠라레 원천은 1941년 리처드 에번스 슐츠에 의해 처음 연구되었다. 1930년대 이후 병원에서 근이완제로 사용되고 있었다. 그는 쿠라레의 다양한 유형이 15가지 재료를 필요로 하며, 시간이 지남에 따라 이 약물을 생산하는 70종 이상의 식물을 식별하는 데 도움을 주었다.
1940년대에는 진통제나 마취제로 오인되어 수술 중 몇 차례 사용되었다. 환자들은 마비 상태여서 아무것도 할 수 없었지만, 통증을 온전히 느꼈다고 보고했다.
1942년 1월 23일, 해롤드 그리피스와 에니드 존슨은 충수절제술을 받는 환자에게 합성 쿠라레 제제(인터코스트린/인토코스트린)를 투여했다(기존 마취 보조). 로쿠로늄과 판쿠로늄과 같이 더 안전한 쿠라레 유도체는 수술 중 마취를 위한 d-투보쿠라린을 대체했다. 할로세인과 함께 사용할 경우 d-투보쿠라린은 일부 환자에서 두 약물 모두 신경절 차단제이기 때문에 심각한 혈압 강하를 유발할 수 있다. 그러나 에터와 함께 d-투보쿠라린을 사용하는 것이 더 안전하다.
1954년 비처(Beecher)와 토드(Todd)가 발표한 기사에서는 근이완제(쿠라레와 유사한 약물)의 사용으로 인해 마취로 인한 사망이 거의 6배 증가했다고 주장했다. 이는 1956년에 반박되었다.
현대 마취과 의사들은 마취에 사용할 수 있는 다양한 근이완제를 보유하고 있다. 진정 여부와 관계없이 근육 이완을 유도하는 능력 덕분에 마취과 의사는 환자가 안전하게 의식을 잃고 수술을 허용할 만큼 충분히 이완되도록 두 가지 효과를 독립적으로 그리고 즉석에서 조절할 수 있게 되었다. 신경근 차단제의 사용에는 마취 중 각성의 위험이 따른다.

## 식물 공급원
쿠라레와 유사한 효과를 가진 아이소퀴놀린 및 인돌 알칼로이드를 분리할 수 있는 수십 가지 식물이 있으며, 이는 중앙 및 남아메리카 원주민 부족들이 독화살 생산에 사용했다. 그중에는 다음과 같은 것들이 있다.
방기과:
- 콘드로덴드론 속, 특히 C. 토멘토숨
- 쿠라레아 속, C. 톡시코페라 및 C. 테쿠나룸 종
- 스키아도테니아 톡시페라 속
- 텔리톡시쿰 속
- 아부타 속
- 카리오메네 속
- 아노모스페르뭄 속
- 오르토메네 속
- 시쌈펠로스 속, L. (코쿨레아) 속의 일부

기타 과:
- 마전과의 스트리크노스 속의 여러 종, 포함: S. 톡시페라, S. 기아넨시스, S. 카스텔나이, S. 우삼바렌시스
- 천남성과의 천남성아과에 속하는 타야라는 식물
- 후추과의 아르탄테 속 최소 세 종
- 무환자나무과의 파울리니아 쿠루루[34]

쥐방울덩굴과의 일부 식물도 공급원으로 보고되었다.
쿠라레와 유사한 활성을 가진 알칼로이드는 콩과의 에리트리나 속 식물에 존재한다.

## 독성
투여는 위장 흡수가 비효율적이므로 비경구 투여여야 한다. 인간에 대한 쿠라레 알칼로이드의 독성은 체계적으로 확립되지 않았지만, 매우 독성이 강하고 작용이 느리며, 가장 낮게 보고된 치사량은 375 μg/kg (투여 경로 불명)이다.
동물의 경우 투보쿠라린의 반수 치사량은 다음과 같다.
- 1200 μg/kg (개, 정맥 주사)
- 140 μg/kg (쥐, 정맥 주사)
- 1300 μg/kg (토끼, 정맥 주사)
- 3200 μg/kg (쥐, 복강 내 주사)
- 500 μg/kg (쥐, 피하 주사)
- 2700 μg/kg (토끼, 피하 주사)
- 270 mg/kg (토끼, 경구)

독성 효과가 가라앉고 근육 기능이 회복될 때까지 인공호흡을 통해 사망을 예방할 수 있으며, 이 경우 영구적인 중독 효과는 발생하지 않는다.

## 준비
1807년, 알렉산더 폰 훔볼트는 쿠라레 준비에 대한 첫 목격자 증언을 제공했다. 스트리크노스 식물의 어린 껍질 조각, 기타 깨끗한 식물 부분, 그리고 때로는 뱀 독을 혼합하여 이틀 동안 물에 끓인다. 이 액체는 여과하고 증발시켜 어둡고 무거우며 끈적끈적한 반죽을 만들며, 나중에 효능을 테스트한다. 이 쿠라레 반죽은 맛이 매우 쓰다고 묘사되었다.
1938년, 리처드 길과 그의 탐험대는 가공된 쿠라레 샘플을 수집하고 전통적인 제조 방법을 설명했다. 당시 사용된 식물 종 중 하나는 콘드로덴드론 토멘토숨이었다.

### 보조제
다양한 자극성 허브, 쏘는 곤충, 독성 벌레, 그리고 양서류와 파충류의 다양한 부분이 제조에 첨가된다. 이들 중 일부는 작용 발현을 가속화하거나 독성을 증가시키고, 다른 일부는 상처가 치유되거나 혈액이 응고되는 것을 방지한다.

## 쿠라레 중독 진단 및 관리
쿠라레 중독은 호흡을 포함한 마비와 같이 신경근 차단제의 전형적인 징후로 나타날 수 있으나 심장에 직접적인 영향을 미치지는 않는다.
쿠라레 중독은 구강 대 구강 소생술과 같은 인공호흡으로 관리할 수 있다. 쿠라레로 마비된 29명의 군 자원봉사자를 대상으로 한 연구에서 인공호흡은 산소 포화도를 항상 85% 이상으로 유지할 수 있었다. 이 수준에서는 의식 변화 상태의 증거가 없다. 그러나 쿠라레 중독은 신체의 모든 자발적으로 제어되는 근육(눈 포함)이 마비되는 완전 감금 증후군을 모방하므로, 피해자가 마비된 동안 의식을 확인할 수 있는 것은 사실상 불가능하다.
자발적 호흡은 쿠라레의 작용 기간이 끝난 후 재개되며, 이는 독소의 변종과 용량에 따라 일반적으로 30분에서 8시간 사이이다. 심장근육은 쿠라레에 의해 직접적으로 영향을 받지 않지만, 호흡 정지 후 4분에서 6분 이상이 경과하면 산소 결핍으로 인해 심장근육이 기능을 멈출 수 있으므로, 흉부 압박을 포함한 심폐소생술이 필요하다.

### 화학 해독제
투보쿠라린과 쿠라레의 다른 성분들은 ACh 수용체에 가역적으로 결합하므로, 쿠라레 중독 치료는 아세틸콜린에스터레이스 억제제를 추가하여 아세틸콜린의 파괴를 막아 쿠라레와 경쟁할 수 있도록 하는 것이다. 이는 피리도스티그민, 네오스티그민, 피조스티그민, 그리고 에드로포늄과 같은 아세틸콜린에스터레이스 억제제 투여로 가능하다. 아세틸콜린에스터레이스는 운동 신경 시냅스에 남아있는 아세틸콜린 신경전달물질을 분해하는 데 사용되는 효소이다. 위에 언급된 억제제들은 "항쿠라레" 약물이라고 불리며, 효소의 활성 부위에 가역적으로 결합하여 원래의 표적인 ACh에 결합하는 것을 방해한다. ACh 분해를 차단함으로써 AChE 억제제는 신경근 접합부에 존재하는 ACh의 양을 효과적으로 증가시킬 수 있다. 축적된 ACh는 독소에 의해 차단되지 않은 수용체를 더 높은 비율로 활성화함으로써 쿠라레의 효과를 교정하고, 운동 신경과 신체 운동의 활동을 회복시킨다.

## 갤러리

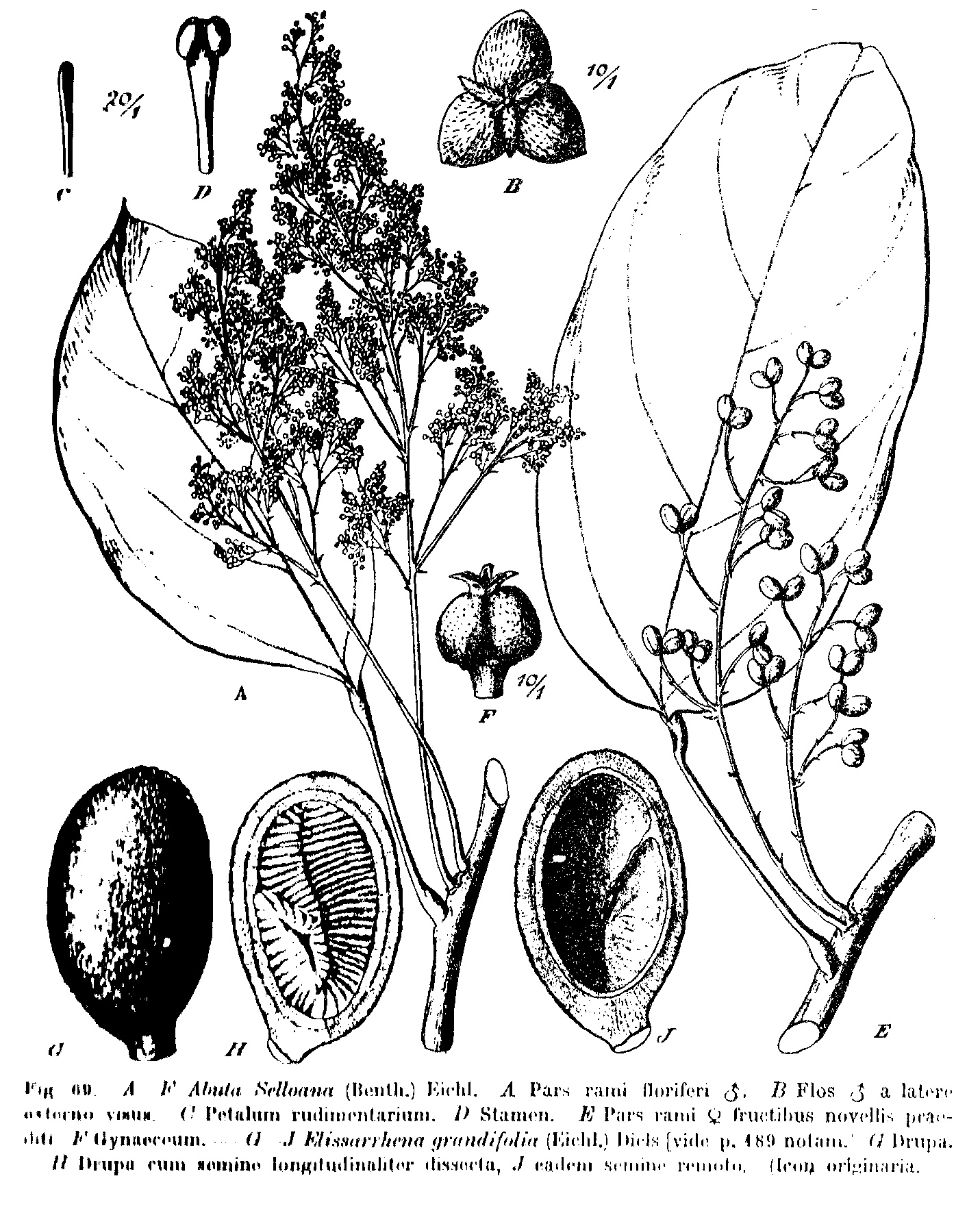
아부타 셀로아나(Abuta selloana). 방기과의 아부타 속 특정 종들, 특히 콜롬비아 종인 A. 이메네는 때때로 쿠라레 제조에 사용되었다.
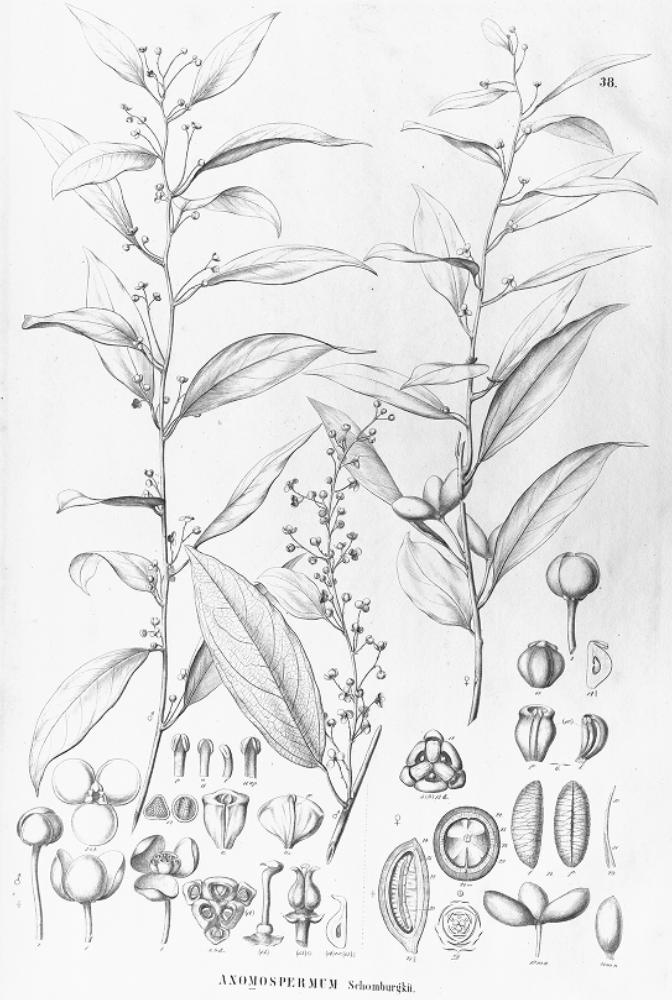
아노모스페르뭄 숌버그키이(Anomospermum schomburgkii). 아노모스페르뭄 속의 특정 종들은 일부 형태의 쿠라레 제조에 사용되었다.
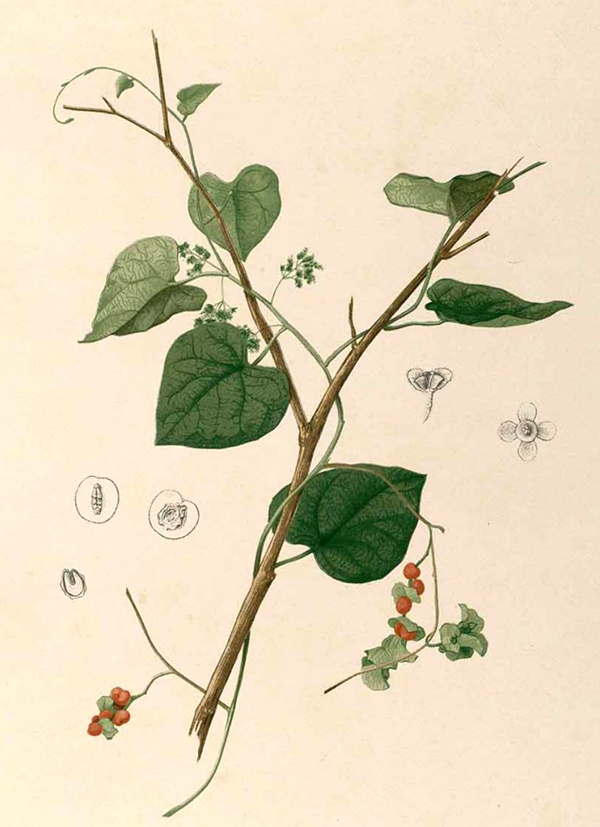
시쌈펠로스 파레이라(Cissampelos pareira). 시쌈펠로스 속의 특정 종들이 쿠라레 제조에 사용되었다.

## 같이 보기
- 독화살, 쿠라레가 원래 사용된 용도
- 독화살개구리과, 또 다른 독화살 원천
- 스트리크닌, 쿠라레와 같은 식물에서 발견되는 관련 알칼로이드 독소